# Mipomersen
Le mipomersen est une molécule développée comme médicament et qui est en cours de test dans le traitement des hypercholestérolémies.

## Mode d'action
C'est un oligonucléotide anti-sens de inhibiteur de la synthèse d'apolipoprotéine B.
Il s'administre en injection sous-cutanée hebdomadaire.

## Efficacité
En association avec une statine ou non, il diminue de moitié le taux du cholestérol LDL, celui de l'apolipoprotéine et celle de la lipoprotéine(a). Utilisé seul dans l'hypercholestérolémie familiale, la diminution atteint 25 %. Il permet également une baisse des triglycérides, sans modifier le taux de HDL.
Cette efficacité semble être dose dépendante.
Il n'existe, pour l'instant, pas de preuve sur une réduction ou une stabilisation de l'athérome ou sur une diminution des maladies cardio-vasculaires chez l'être humain, ce qui reste le but principal des traitements hypolipémiants. Chez la souris déficiente en récepteurs pour le LDL, il existe une réduction de l'athérome.

## Effets secondaires
Les plus fréquents sont une rougeur au point d'injection et l'élévation du taux des transaminases,. la cause de cette dernière n'est pas claire et il ne semble pas y avoir de stéatose hépatique significative. Il peut provoquer également un syndrome grippal.